# P・A・ヘンダーソン
パーカー・アデア・ヘンダーソン（Parker Adair Henderson、1875年1月7日 – 1925年7月25日）は第7代および第11代マイアミ市長。

## 経歴
ジョージア州ヘンリー郡ハンプトンで生まれた。そこでは父が製材所を所有し、成功を収めていた。
16歳の時、製材所の一つを父より任され、15年間経営した。1906年、フロリダ州マイアミに引っ越し、義理の兄弟C. T. McCrimmonとthe McCrimmon Lumber Companyを設立した。1912年、McCrimmonの株式を購入し、P. A. Henderson Lumber Companyに社名を変更した。1915年6月にマイアミ市長に選出され、11月に就任した。1923年に再選された。
マイノリティーの人口を抑制するために論議を呼ぶ"Prima Nocta (First Night)"政策を作成しようとしたことで知られている。